# Prvenstvo SR Hrvatske u rukometu za omladinke
Prvenstva SR Hrvatske u rukometu za uzrast "omladinki" (do 18 godina, danas "juniorke") su igrana igrana od 1965. do 1991. godine. Organizirao ih je "Rukometni savez Hrvatske". 

## O natjecanju
Prvenstva su igran kao turniri s pozvanim momčadima, ili nakon kvalifikacija, ili odigravanja regionalnih i lokalnih liga. Uz omladinske selekcije klubova, na natjecanju su povremeno sudjelovale i omladinske selekcije gradova, lokalnih saveza ili škola. Od 1972. godine je prvenstvo SR Hrvatske bilo kvalifikacijsko za prvenstvo Jugoslavije za omladinke. 

## Pregled prvenstava
| godina | datumi održavanja | mjesto održavanja            | ekipa | prvak                 | doprvak                   | napomene                                                                 |
| ------ | ----------------- | ---------------------------- | ----- | --------------------- | ------------------------- | ------------------------------------------------------------------------ |
| 1965.  | Zagreb            | 20. – 22. lipnja 1965.       | 9     | Trešnjevka Zagreb     | Podravka Koprivnica       |                                                                          |
| 1966.  | Zagreb            | 26. – 27. lipnja 1966.       | 9     | Trogir                | Drvodjelac Virovitica     |                                                                          |
| 1967.  | Zagreb            | 3. – 5. srpnja 1967.         | 11    | Trogir                | Reprezentacija Virovitice |                                                                          |
| 1968.  | Zagreb            | 22. – 23. lipnja 1968.       | 6 (8) | Podravka Koprivnica   | Trogir                    | s prvenstva su diskvalificirane dvije ekipe radi nepotpune dokumentacije |
| 1969.  | Zagreb            | 28. – 29. lipnja 1969.       | 10    | Trogir                | Podravka Koprivnica       |                                                                          |
| 1970.  | Zagreb            | 6. – 7. srpnja 1970.         | 9     | Trogir                | Split                     |                                                                          |
| 1971.  | Zagreb            | 26. – 27. lipnja 1971.       | 5     | Drvodjelac Virovitica | Split                     |                                                                          |
| 1972.  | Zagreb            | 24. – 25. lipnja 1972.       | 9     | Trogir                | Split                     |                                                                          |
| 1973.  | Zagreb            | 30. lipnja - 1. srpnja 1973. | 16    | Podravka Koprivnica   | Trogir                    |                                                                          |
| 1974.  | Zagreb            | 22. – 23. lipnja 1974.       | 13    | Rudar Labin           | Podravka Koprivnica       |                                                                          |
| 1975.  | Zagreb            | 16. lipnja 1975.             | 7     | Rudar Labin           | Podravka Koprivnica       | sudjelovali prvaci Rukometnih saveza Zajednica općina                    |
| 1976.  | Zagreb            | 21. – 22. lipnja 1976.       | 6     | Rudar Labin           | Podravka Koprivnica       |                                                                          |
| 1977.  | Zagreb            | 16. siječnja 1978.           | 6     | Dalmanada Split       | Trogir 73                 |                                                                          |
| 1978.  | Zagreb            | 26. – 27. siječnja 1979.     | 7     | Dalmanada Split       | Podravka Koprivnica       |                                                                          |
| 1979.  | Samobor           | 19. – 20. siječnja 1980.     | 8     | Podravka Koprivnica   | Lokomotiva Zagreb         |                                                                          |
| 1980.  | Split             | 16. – 18. siječnja 1981.     | 9     | Rudar Labin           | Podravka Koprivnica       |                                                                          |
| 1981.  | Buzet             | 23. – 24. siječnja 1982.     | 9     | Rudar Labin           | Dalma Split               | sudjelovali prvaci Rukometnih saveza Zajednica općina                    |
| 1982.  | Kutina            | 21. – 22. siječnja 1983.     | 10    | Podravka Koprivnica   | Rudar Labin               | sudjelovali prvaci Rukometnih saveza Zajednica općina                    |
| 1983.  | Sisak             | 17. – 18. prosinca 1983.     | 10    | Trešnjevka Zagreb     | Lokomotiva Zagreb         | sudjelovali prvaci Rukometnih saveza Zajednica općina                    |
| 1984.  | Split             | 5. – 6. siječnja 1985.       | 10    | Trešnjevka Zagreb     | Lokomotiva Zagreb         | sudjelovali prvaci Rukometnih saveza Zajednica općina                    |
| 1985.  | Sinj              | 21. – 22. prosinca 1985.     | 10    | Dalma Split           | Split                     | sudjelovali prvaci Rukometnih saveza Zajednica općina                    |
| 1986.  |                   |                              |       |                       |                           |                                                                          |
| 1987.  |                   |                              |       |                       |                           |                                                                          |
| 1988.  |                   |                              |       |                       |                           |                                                                          |
| 1989.  |                   |                              |       |                       |                           |                                                                          |
| 1990.  |                   |                              |       |                       |                           |                                                                          |
| 1991.  |                   |                              |       |                       |                           |                                                                          |

## Unutrašnje poveznice
- Popis prvaka Hrvatske u rukometu za žene
- Prvenstvo SR Hrvatske u rukometu za mlađe omladinke
- Prvenstvo SR Hrvatske u rukometu za pionirke